# Ровенецька волость
Ровенецька волость — історична адміністративно-територіальна одиниця Міуського, потім Таганрізького округу Області Війська Донського з центром у слободі Ровеньки. 
Станом на 1873 рік складалася зі слободи та 3 селищ. Населення — 4530 осіб (2325 чоловічої статі та 2205 — жіночої), 653 дворових господарств і 21 окремий будинок. 
Поселення волості:
- Ровеньки — слобода при річці Ровеньки, 3584 особи, 513 дворових господарства та 15 окремих будинків;
- Грибівський — селище при річці Ровеньки, 534 особи, 78 дворових господарств та 4 окремих будинки;
- Козабелівський — селище при річці Вишневецькій, 144 особи, 21 дворове господарство;
- Каршин-Вишневецький — селище при річці Вишневецькій, 268 осіб, 41 дворове господарство та 2 окремих будинки;